# General Juan Facundo Quiroga (departamento)
Departamento General Juan Facundo Quiroga é um departamento da província de La Rioja, na Argentina.